# Nave de Haver
Nave de Haver is een plaats (freguesia) in de Portugese gemeente Almeida en telt 504 inwoners (2001).